# Todor Włajkow
Todor Włajkow, pseudonim Weselin (ur. 13 lutego 1865 w Pirdopie, zm. 28 kwietnia 1943 w Sofii) – bułgarski prozaik, polityk. 
Studiował filologię słowiańską w Moskwie, gdzie napisał pierwsze powieści Djadowata Sławczowa unuka (1889) i Lela Gena (1890). Był nauczycielem, działaczem społecznym i oświatowym. W latach 1902–1925 redagował czasopismo „Demokraticzeski pregled”, 1928–1930 był przewodniczącym Związku Pisarzy Bułgarskich. 
W roku 1901 i w latach 1919–1920 poseł, założyciel i w latach 1905–1924 członek Partii Radykalno-Demokratycznej. 
Był jednym z głównych przedstawicieli realizmu i literatury narodnickiej w Bułgarii. Włajkow tworzył opowiadania (przekłady polskiej w Antologii noweli bułgarskiej 1955), powieści oraz prozę liryczną i wspomnieniową.